# Ariadne-barlangrendszer
Az Ariadne-barlangrendszer Magyarország harmadik leghosszabb és negyedik legnagyobb függőleges kiterjedésű barlangja. Magyarország fokozottan védett barlangjai közül az egyik. A Pilis hegység leghosszabb és legnagyobb függőleges kiterjedésű barlangja.

## Leírás
A Duna–Ipoly Nemzeti Parkban lévő Pilis hegységben, a Pilis hegyen, Pilisszentlélek külterületén, a Klastrompuszta közelében elhelyezkedő Csévi-szirteken található a 9 bejárata. Bejáratai közül legismertebbek és leglátványosabbak a Leány-barlang és a Legény-barlang bejáratai, melyekhez turistaút is vezet.
Az Ariadne-barlangrendszer a Csévi-szirtek 8 barlangjának, a Leány-barlangnak, a Legény-barlangnak, az Ariadne-barlangnak, a Rejtekút-barlangnak, a Vacska-barlangnak, az Indikációs-barlangnak, a Gyökeres-barlangnak és a Kőoszlopos-barlangnak a fokozatos összekötésével jött létre. A fokozottan védett barlang 19 300 m hosszú, 206 m függőleges kiterjedésű, 139 m mély és 67 m magas. A Duna–Ipoly Nemzeti Park Igazgatóság hozzájárulásával látogatható. Az Ariadne Karszt- és Barlangkutató Egyesület kutatja.

## Kialakulás
Termálkarsztos eredetű, a feláramló karsztvíz hatására, vízalatti oldódással és keveredési korrózióval keletkezett a járatok nagy része, amikor a Pilis hegynek ez a része még nem emelkedett ki környezetéből. Később a hegység kiemelkedése miatt a karsztvízszint egyre mélyebbre került, így a meglévő barlangjáratok fokozatosan szárazra kerültek, az újabb járatok keletkezése pedig mélyebbre tevődött. Lefelé haladva tehát egyre fiatalabb barlangszakaszokkal találkozunk, a járatok jellege is ennek megfelelően változik. A mai karsztvízszinten feltételezett legfiatalabb járatok elérése ezidáig nem sikerült. A szárazra került, inaktív járatokban a földtörténet egyes szakaszaiban víznyelő-tevékenység is folyhatott, ennek eredményeként számos helyen lösz, illetve homokkő-málladék mosódott be a felszínről. A járatok zömében jelentős mennyiségű cseppkő képződött, amely akár teljesen el is zárta az összeköttetéseket. A jégkori fagyások nyomai is megfigyelhetők, de nem olyan mértékben, mint a magasabban fekvő Ajándék-barlangban.

## Tudományos vizsgálatok
A Csévi-szirtek barlangjai között a kapcsolatot, új módszerrel, légnyomjelzéses vizsgálattal mutatták ki. Ennek keretében inert, ártalmatlan jelzőgázt eresztettek be nyáron az Ajándék-barlangba, a feltételezett rendszer legmagasabban nyíló barlangjába, majd mintákat vettek a többi, alacsonyabban fekvő bejáraton kiáramló huzatból. Sikerült is kimutatni a gázt, először az Indikációs-barlangban, majd a Leány-barlangban.
Új barlangrészek feltárását célozták a geoelektromos mérések, ellenállás mérések, melyek az ELTE Geofizikai tanszékének és a Geomega Kft-nek a közreműködésével zajlottak, Surányi Gergely vezetésével. A sokpontos ellenállásmérés eredményeként ki lett mutatva a mérővonal alatti szelvény fajlagosellenállás-térképe, amelyből egyenes következtetést lehet levonni a légteres járatok elhelyezkedésére, hiszen a levegő ellenállása végtelen, a kőzeté pedig valamilyen véges érték. A mérésekkel két helyen is sikerült jelentős méretű, ismeretlen járatokat kimutatni, ám ezek feltárása és ezzel a mérések gyakorlati bizonyítása még nem történt meg. Biztató eredmény azonban, hogy a már megismert barlangjáratok feletti mérések azok helyét pontosan kimutatták.

## Kutatástörténet

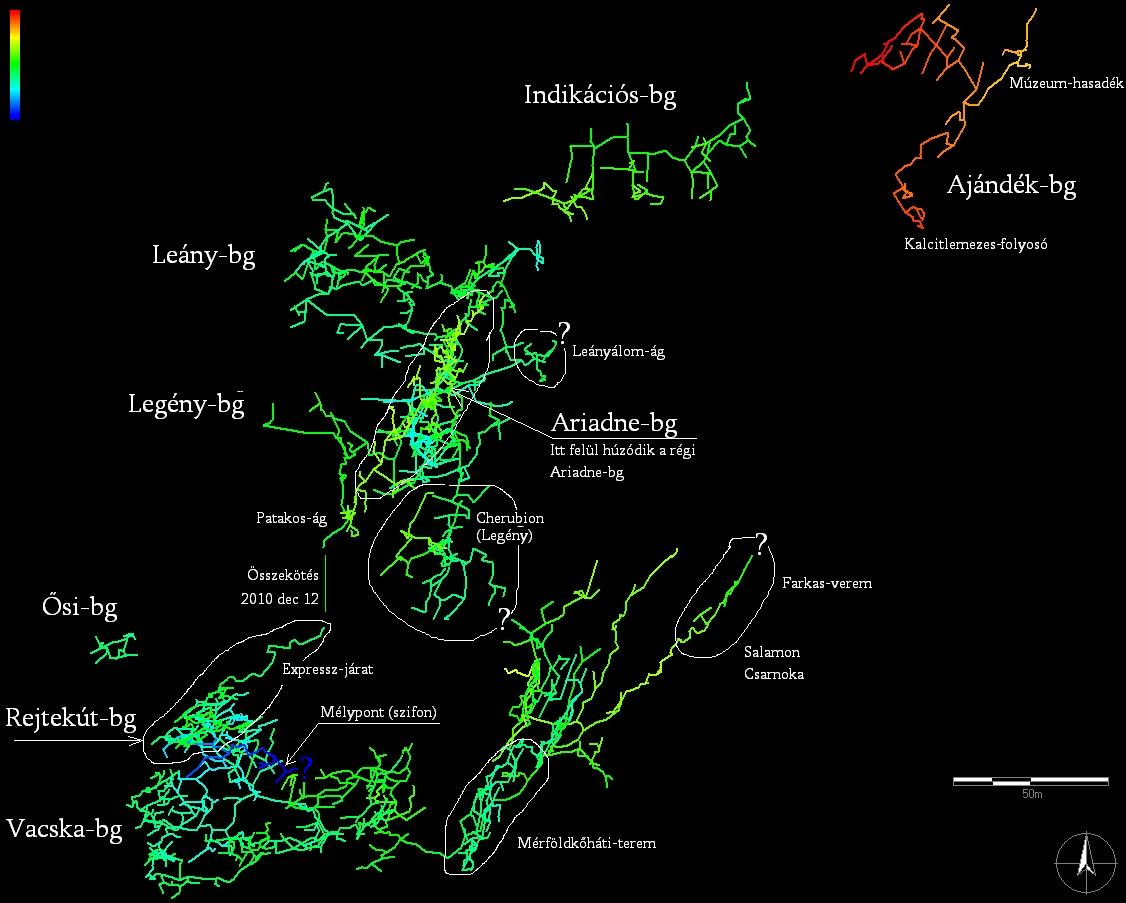
A Csévi-szirtek hosszú barlangjainak poligontérképe

Az Ariadne Karszt- és Barlangkutató Egyesület 1998. évi jelentésében szó van arról, hogy 1998-ban az egyesület nem tudott új járatot feltárni a Leány–Legény-barlangrendszerben, de a barlang 600 m-es része fel lett térképezve, valamint össze lettek mérve bejáratai a Csévi-szirtek alsó szintjén található barlangok bejárataival. 1998-ban az egyesület kevés időt fordított feltáró munkára a barlangrendszerben. A kis munka eredménye a barlang belső zónájában kb. 20 m járat feltárását eredményezte. Mivel nagyon bonyolult a barlang térbeli labirintus hálózata, ezért a legnagyobb hangsúlyt a térképezés kapta. A Leány–Legény-barlangrendszer Leány-barlang szakaszát mérték fel, és a Legény-barlang részbe már két ponton sikerült átmérni. A méréskor derült ki, hogy néhány járat mérete alá lett becsülve. Ennek alapján a rendszer hossza legalább 2500 m, a bejárathoz viszonyított legmagasabb pontja 34 m-en van, mélysége 55–60 m. Eszerint a barlang függőleges kiterjedése meghaladja a 90 m-t, esetleges felső szintű járatok felfedezésével a 100 m-t is meghaladhatja.
Egyre valószínűbbnek tűnik, hogy a Csévi-szirteken ismert rendszer régen összefüggő járatrendszert alkothatott, amely a pleisztocén előtt szabdalódott szét. A járatok freatikus zónában jöttek létre, a nagy barlangok zónájának tetőszintje kb. 450–470 m-en lehet. Figyelembe véve, hogy a Csévi-szirtek Ny-i oldalában ismert polje egy szétnyíló törésre utal, melyet a Leány-barlang járatai megközelítenek, nem tűnik már utópiának, hogy itt helyezkedik el Magyarország legmélyebb barlangrendszere (csak fel kell tárni).
1998-ban Kovács Richárd szerkesztette meg a Leány–Legény-barlangrendszer hossz-szelvény árnytérképét. 1998. május 14-től a környezetvédelmi és területfejlesztési miniszter 13/1998. (V. 6.) KTM rendelete szerint a Duna–Ipoly Nemzeti Park Igazgatóság illetékességi területén, a Pilis hegységben található Leány-Legény-barlangrendszer az igazgatóság engedélyével látogatható. A 2000. évi Karsztfejlődésben meg van említve, hogy a 470 m tszf. magassági szinten (Legény-Leány-barlang), ahol a barlangban kiválásszinlő van, ugyanúgy kimutatható egy egykori vízszint, mint az Ajándék-barlangban. A tanulmányban van egy ábra, amelyen látható a Pilis hegységben található néhány barlang és édesvízi mészkő előfordulás földrajzi elhelyezkedése. Az ábrán megfigyelhető, hogy a Legény-Leány-barlang (a rajzon Legény-Leány a neve) mekkora függőleges kiterjedésű és mekkora tszf. magasságban helyezkedik el.

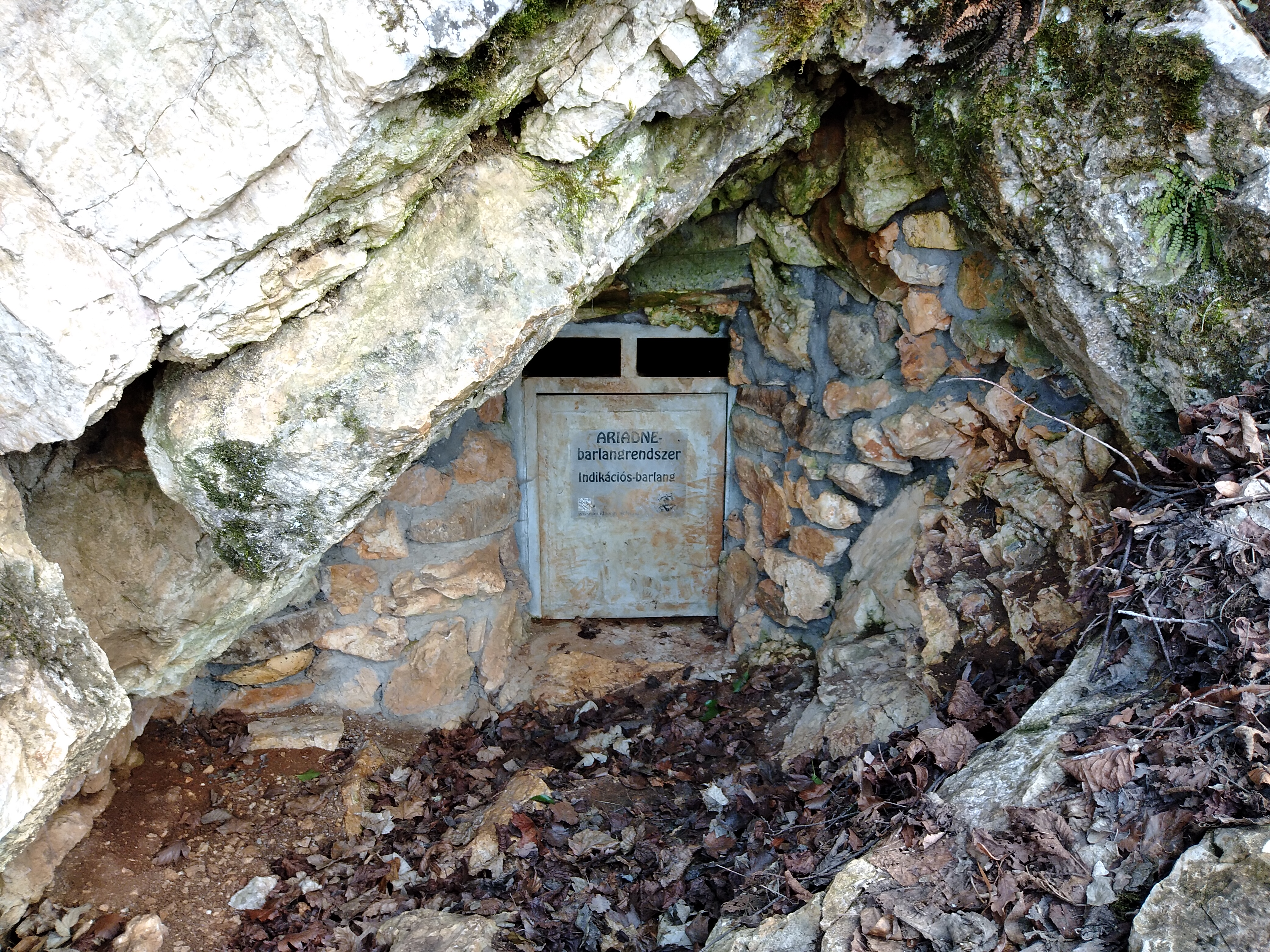
Az Indikációs-barlang bejárata

2001. május 17-től a környezetvédelmi miniszter 13/2001. (V. 9.) KöM rendeletének értelmében a Pilis hegység területén lévő Leány-Legény-barlangrendszer fokozottan védett barlang. Egyidejűleg a fokozottan védett barlangok körének megállapításáról szóló 1/1982. (III. 15.) OKTH rendelkezés hatályát veszti. A 2003-ban kiadott Magyarország fokozottan védett barlangjai című könyvben található barlangismertetésben olvasható, hogy a 4840/1 kataszteri számú Leány–Legény-barlangrendszer további nevei Csévi kettős-barlang és Chlapec-barlang. Esztergomban (Komárom-Esztergom megye), a Pilis hegységben helyezkedik el a 3510 m hosszú, 104,2 m függőleges kiterjedésű, 58 m mély, 46,2 m magas és 148 m vízszintes kiterjedésű barlang. Bejáratai 457 és 466 m tszf. magasságban vannak.
A Pilis hegység leghosszabb, Magyarország 10. leghosszabb barlangja. A Leány-barlang és a Legény-barlang közötti átjárhatóság létrehozásával keletkezett rendszer. A két barlang 1997-ig volt különálló. A Pilis hegy Ny-i, sziklás oldalában, a Csévi-szirt alsó részén nyíló, hatalmas bejáratok egymástól 56 m-re, 8,2 m szintkülönbséggel helyezkednek el. 1997 végéig az Ariadne Karszt- és Barlangkutató Egyesület a két barlang között két helyen is talált átjárót, és az időközben rengeteg bontómunkával feltárt új szakaszokkal együtt már elérte a 3500 m hosszúságot a barlangrendszer.
A rendszer hossza folyamatosan nő a jelenleg is folyó feltáró munka miatt. Felső triász mészkőben (Dachsteini Mészkő Formáció) jött létre, É-i 30–40°-os dőlésű réteglapok és meredek D-i dőlésű törésvonalak, kalcittelérek, valamint jellegtelen töréshálózat mentén. Aktív vízfolyás csak néhány helyen, és csak időszakosan található, melyek csepegő vizek összefolyásából alakulnak ki. Csak a Tavas-teremben van állandó vizű tavacska, míg az Óriás-teremben 1 m mély időszakos tó jön létre nagyobb esőzések után (néha). Jellemzőek a barlangra a nagyon változó intenzitású csepegő vizek, ami a felette lévő, talajtakaróval alig fedett sziklás terület miatt van.

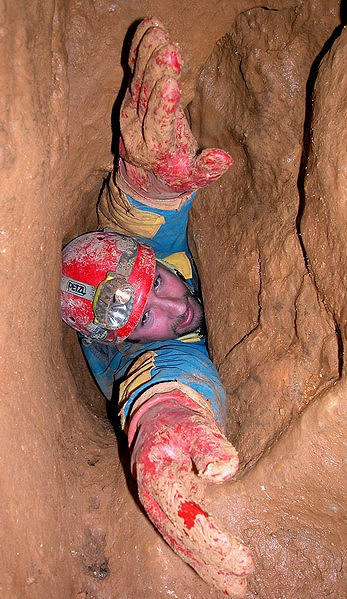
Részlet a barlangrendszer egyik szűk részéből

Karsztvízszint alatti oldásnak tulajdonítható a járatok legnagyobb részének kialakulása. Nem bizonyítható a hévizes jelleg. Térbeli labirintust képező járatait méteres üstös oldásformákkal tagolt nagyméretű termek (Tavas-terem, Óriás-terem és Verem), valamint az ezeket összekapcsoló szűk, néhány helyen csőszerű járatok (Kályhacső, Izzasztócső, Pénztár, Betyárlyuk) és helyenként vakon végződő, magasba nyúló, olykor 25 m magas kürtők (Hangyás-ág) jellemzik. Régen patakos ág lehetett a bejárattól induló, valószínűleg hajdani víznyelőműködésnek köszönhető Kuszoda. A barlang és környezetének morfológiája alapján az itt elhelyezkedő üregek egy nagy rendszert alkottak, mely több részre szakadt a Pilis hegy tömbjének tektonikus kiemelkedésekor.
A legújabb kutatások szerint a Legény-barlangtól D-re 100 m-re lévő, 1999-ben feltárt Rejtekút-barlang is ehhez a rendszerhez tartozik, amit igazolnak a barlangokban kimért huzatáramlási irányok. Általában képződménymentes falfelületek jellemzik a barlangot, csak néhány helyen ékesítik cseppkőképződmények, de helyenként nagyon dúsan (Magaslat, Vörös-terem és Nagy-hasadék). Főleg többméteres sárga és fehér színű cseppkőlefolyások vannak benne. Az 1 m-t ritkán lépi túl a függőcseppkövek és állócseppkövek mérete. A Nagy-hasadékban 4 m-es cseppkőoszlop mellett spriccborsókövek láthatók. A Korona-teremben (fejmagasságban) 1,5 m-es elefántláb mutatja a régi járattalp szintjét. Mellette kiszáradt cseppkőmedencében mm-es szegfűkalcitok, felettük hidegvizes kalcitlemez-felhalmozódás alakult ki.
Cseppkőorgona díszíti a falat a Tavas-terem elején. A Csodaországban több m²-es felületen hófehér, max. 1 dm átmérőjű tetaráta medencék jöttek létre. Egyedi előfordulást jelentettek az Áttörés-teremben talált barlangi gyöngyök, melyeknek denevérkoponyák képezték a központját. A felső szinten elhelyezkedő részek törmelékében 1–2 ölnyi kalcitlemeztömbök fekszenek, a Kalcitos omlásban 8 m-ig lehet köztük felmászni. A járatok üledékes kitöltése leginkább barna barlangi agyagból áll. Néhány helyen 1 m vastag zöld és vörös agyag (Omladék-terem) figyelhető meg, csak kevés helyen fordul elő sárga agyag. Különlegesség, hogy a barlangi agyagból néha vulkáni törmelék (andezit) is előbukkant. A bejárathoz közeli részeken mészkőtörmelék húzódik befelé gravitációsan, sárga aleurit mutatható ki kötőanyagként.
A felső járatokban néhol karsztidegen üledékként sárga színű, durva és finom homok rakódott le, amelyben jól elkülöníthetők az eltérő szemnagyságú rétegek. Jelentős kőzetomladékok vannak a járatokban, a 8×15 m-es Lapföld nevű terem leszakadt mészkőtömb felett keletkezett. Kalcitlemeztömbök halmazából tevődik össze az omladékok jelentős hányada. A Leány-barlangban és a Legény-barlangban talált régészeti leletegyüttest kovaszilánkok, csont- és kőeszközök (pl. agancsból csiszolt balta), agyag orsókarikák, javarézkori cserepek (ludanicei csoport), péceli kultúrából és bronzkorból származó cserepek, hallstatti cserepek, római kori csontfésű, Árpád-kori cserepek alkotják. Kormos Tivadar földikutya- és hiúzmaradványokat mutatott ki a rétegekből előkerült állati csontleletek közül.

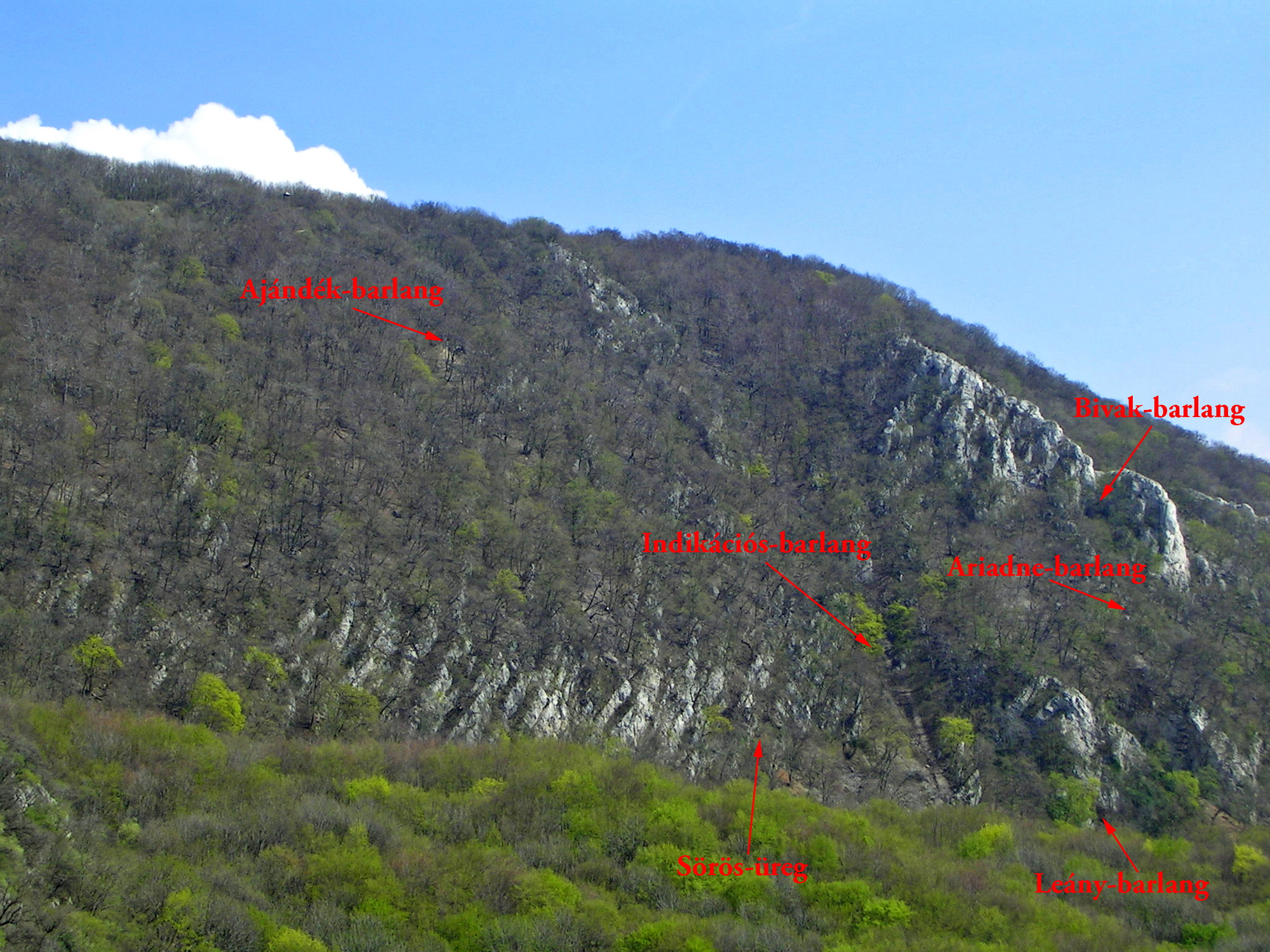
A Csévi-szirteken lévő néhány barlang bejáratának (köztük az Ariadne-barlangrendszerhez tartozó Indikációs-barlang, Ariadne-barlang és Leány-barlang bejáratának) elhelyezkedése

Fokozottan védett barlang 1982-ben lett a Leány–Legény-barlangrendszer mindkét tagja. A lezárt barlangok a Duna–Ipoly Nemzeti Park Igazgatóság engedélyével, alapfelszerelésben járhatók, de kötelet kell használni néhány helyen. A barlangok látogatása korlátozott a denevérek telelési időszakában. A könyvfejezetben publikálva lett a barlang 1998-ban szerkesztett hossz-szelvény árnytérképe. A könyvben lévő, Egri Csaba és Nyerges Attila által készített hosszúsági lista szerint a Pilis hegységben lévő és 4840-1 barlangkataszteri számú Leány–Legény-barlangrendszer Magyarország 10. leghosszabb barlangja 2002-ben. A 2002-ben 3510 m hosszú barlang 1987-ben 830 m hosszú volt. A könyvben található, Egri Csaba és Nyerges Attila által készített mélységi lista szerint a Pilis hegységben lévő és 4840-1 barlangkataszteri számú Leány–Legény-barlangrendszer Magyarország 26. legmélyebb barlangja 2002-ben. A 2002-ben 104 m mély barlang 1987-ben 63 m mély volt.
A 2005-ben megjelent Magyar hegyisport és turista enciklopédia című könyvben az van írva, hogy az Ariadne Karszt- és Barlangkutató Egyesület egyik legjelentősebb eredménye a Leány-Legény-barlangrendszer kb. 2,5 km hosszú új részének 1991 óta folyamatos feltárása, valamint a Leány-barlang és a Legény-barlang összekötése 1997-ben. A Csévi-szirt üregei szócikkben meg van említve, hogy a Csévi-szirtek három legjelentősebb barlangja közül az egyik a Leány- és Legény-barlangrendszer. A Leány-Legény-barlangrendszer a Pilis hegységben helyezkedik el. A fokozott védelem alatt álló rendszer két barlang átjárhatóságának megteremtésével lett létrehozva. A Pilis-tető Ny-i sziklás oldalában, a Csévi-szirt alsó részén nyíló barlangok természetes nagyméretű bejáratai egymástól 56 m-re, 457 és 466 m tszf. magasságban vannak.
1911-ben figyelt fel Bekey Imre Gábor a történelmi idők óta nyitott bejáratokra, de csak az 1930-as években indult el a feltáró kutatás. 1997-ben az Ariadne Karszt- és Barlangkutató Egyesület találta meg a két barlang közötti átjárót a több hullámban végzett munka eredményeként. A rendszer 3510 m hosszú és 104 m függőleges kiterjedésű. Leginkább a karsztvízszint alatti oldódás eredménye a triász mészkőben labirintust képező rendszer keletkezése. Jelentős méretű, üstös oldásformákkal tagolt termek, és az ezeket összekötő szűk, néha csőszerű járatok, és helyenként vakon záródó, magasba nyúló, olykor 25 m magas kürtők jellemzik. Néhány helyen cseppkőképződmények, főleg több méteres lefolyások, kis függő- és állócseppkövek figyelhetők meg.

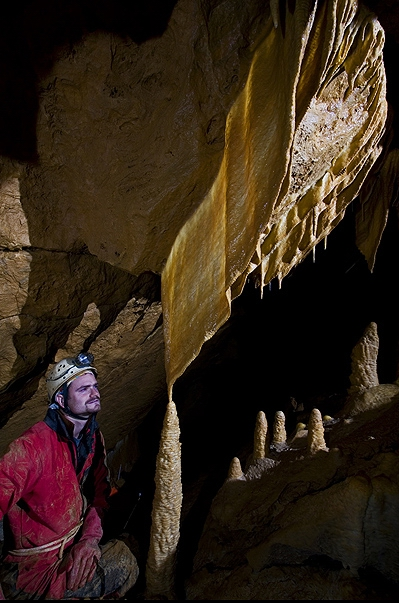
Ariadne-barlangrendszer, Vacska-barlang. Cseppkőzászló a Makacs macska-csarnokban

Az ember az újkőkorszaktól kezdve napjainkig használta bejárati szakaszait. Kitöltéséből kő- és csonteszközök (agancsból csiszolt balta), kovaszilánkok, agyag orsókarikák, javarézkori cserepek (ludanicei csoport), a péceli kultúrából és a bronzkorból származó cserepek, hallstatti cserepek, római kori csontfésű és Árpád-kori cserepek kerültek elő. A Legény-barlang első termében I. Ferdinánd-kori pénzhamisító műhely maradványait fedezték fel. Az előkerült állati csontleletek közül hiúz és földikutya maradványai lettek kimutatva. Mind a két bejárat le van zárva. Látogatásához alapfelszerelés és engedély kell. Megtekintése korlátozott a denevérek telelési időszakában.
2005. szeptember 1-től a környezetvédelmi és vízügyi miniszter 22/2005. (VIII. 31.) KvVM rendelete szerint a Duna–Ipoly Nemzeti Park Igazgatóság működési területén, a Pilis hegységben található Leány-Legény-barlangrendszer a felügyelőség engedélyével látogatható. 2005. szeptember 1-től a környezetvédelmi és vízügyi miniszter 23/2005. (VIII. 31.) KvVM rendelete szerint a Pilis hegységben lévő Leány-Legény-barlangrendszer fokozottan védett barlang. 2006. február 28-tól megkülönböztetett védelmet igénylő barlang a környezetvédelmi és vízügyi miniszter 8/2006. KvVM utasítása szerint a Duna–Ipoly Nemzeti Park Igazgatóság működési területén lévő, Pilis hegységben elhelyezkedő, 4840/217 kataszteri számú Ariadne-barlang.
2007. március 8-tól a környezetvédelmi és vízügyi miniszter 3/2007. (I. 22.) KvVM rendelete szerint a Duna–Ipoly Nemzeti Park Igazgatóság működési területén lévő Pilis hegységben elhelyezkedő Ariadne-barlang és a Leány-Legény-barlangrendszer az igazgatóság engedélyével tekinthetők meg. A 2008. évi MKBT Tájékoztatóban megjelent hírben meg van említve, hogy az Ariadne Karszt- és Barlangkutató Egyesület a Csévi-szirteken nagy barlangösszekötéseket végzett, pl. a 4580 m hosszú Leány–Legény–Ariadne-barlangrendszer barlangjainak összekötését.
Az Ariadne-barlangrendszer 2010. december 12-én jött létre a Vacska–Rejtekút-barlangrendszer és a Leány–Legény–Ariadne-barlangrendszer összekötésével, ekkor a hossza 11 700 méter volt. Azóta a Legény-barlangban történt jelentős továbbjutás 2011 márciusában, amikor a denevérek útmutatását követve, több mint egy kilométer, képződményben gazdag járatot sikerült feltárni. Az új rész neve a Denevér-ág lett, ezzel a barlang hossza meghaladta a 13 kilométert. A Magyar Karszt- és Barlangkutató Társulat 2012. évi barlangnapján az egyik, barlangtúrázásra ajánlott barlang volt az Ariadne-barlangrendszer, amelyben 9 féle barlangtúrát lehetett tenni, és amelyben csak elektromos lámpával lehetett közlekedni. Azóta kisebb, 100 méteres nagyságrendű feltárások történtek a Leány-barlang régi részén is, illetve a Vacska-barlang belső szakaszain, így 2013 végére a barlangrendszer hossza elérte a 14 kilométert.
2013. július 19-től a vidékfejlesztési miniszter 58/2013. (VII. 11.) VM rendelete szerint az Ariadne-barlangrendszer (Pilis hegység, Duna–Ipoly Nemzeti Park Igazgatóság működési területe) az igazgatóság hozzájárulásával látogatható. 2013. augusztus 12-től a belügyminiszter 43/2013. (VIII. 9.) BM rendelete szerint régészeti szempontból jelentős barlangnak minősülnek a Komárom-Esztergom megyei Esztergom-Pilisszentléleken lévő, 4840-1 barlangkataszteri számú Ariadne-barlangrendszerhez tartozó és 2296 lelőhely-azonosítójú Legény-barlang (előcsarnoka és vasajtó mögötti névtelen terme), valamint az Ariadne-barlangrendszerhez tartozó és 2297 lelőhely-azonosítójú Leány-barlang (bejáratai, Pitvar és Melegedő nevű termei). 2015. november 3-tól a földművelésügyi miniszter 66/2015. (X. 26.) FM rendelete szerint az Ariadne-barlangrendszer (Pilis hegység) fokozottan védett barlang. 2021. május 10-től az agrárminiszter 17/2021. (IV. 9.) AM rendelete szerint az Ariadne-barlangrendszer (Pilis hegység, Duna–Ipoly Nemzeti Park Igazgatóság működési területe) az igazgatóság engedélyével látogatható. A 13/1998. (V. 6.) KTM rendelet egyidejűleg hatályát veszti.